# Isabel de Médici
Isabel de Médici (em italiano: Isabella de' Medici; Florença, 31 de agosto de 1542 – Cerreto Guidi, 15 de julho de 1576) foi uma nobre italiana, filha de Cosme I de Médici, Grão-Duque da Toscana com sua esposa Leonor de Toledo. Em 28 de janeiro 1556 casou-se com Paolo Giordano Orsini, Senhor de Bracciano. Com a elevação de seu marido a Duque de Bracciano em 1560, Isabel tornou-se a primeira Duquesa consorte de Bracciano.

## Biografia
Ele cresceu entre o Palácio Velho e o Palácio Pitti, que sofria com as extensões a que foi submetido por Cosme e onde a família se mudou de uma vez por todas.
Em 1553, quando ela tinha apenas sete anos de idade, seus pais a noivaram com Paolo Giordano Orsini, Senhor de Bracciano e pertencente à família Orsini. Quando Isabel completou dezesseis anos, as núpcias ocorreram.
Ela tinha um caráter fácil e resoluto e era casada com um homem que os historiadores não hesitam em descrever como cínico, impulsivo e violento. Muitas vezes esteve ausente devido aos seus negócios e Isabel tornou-se amante do primo do marido, Troilo Orsini.

## Morte

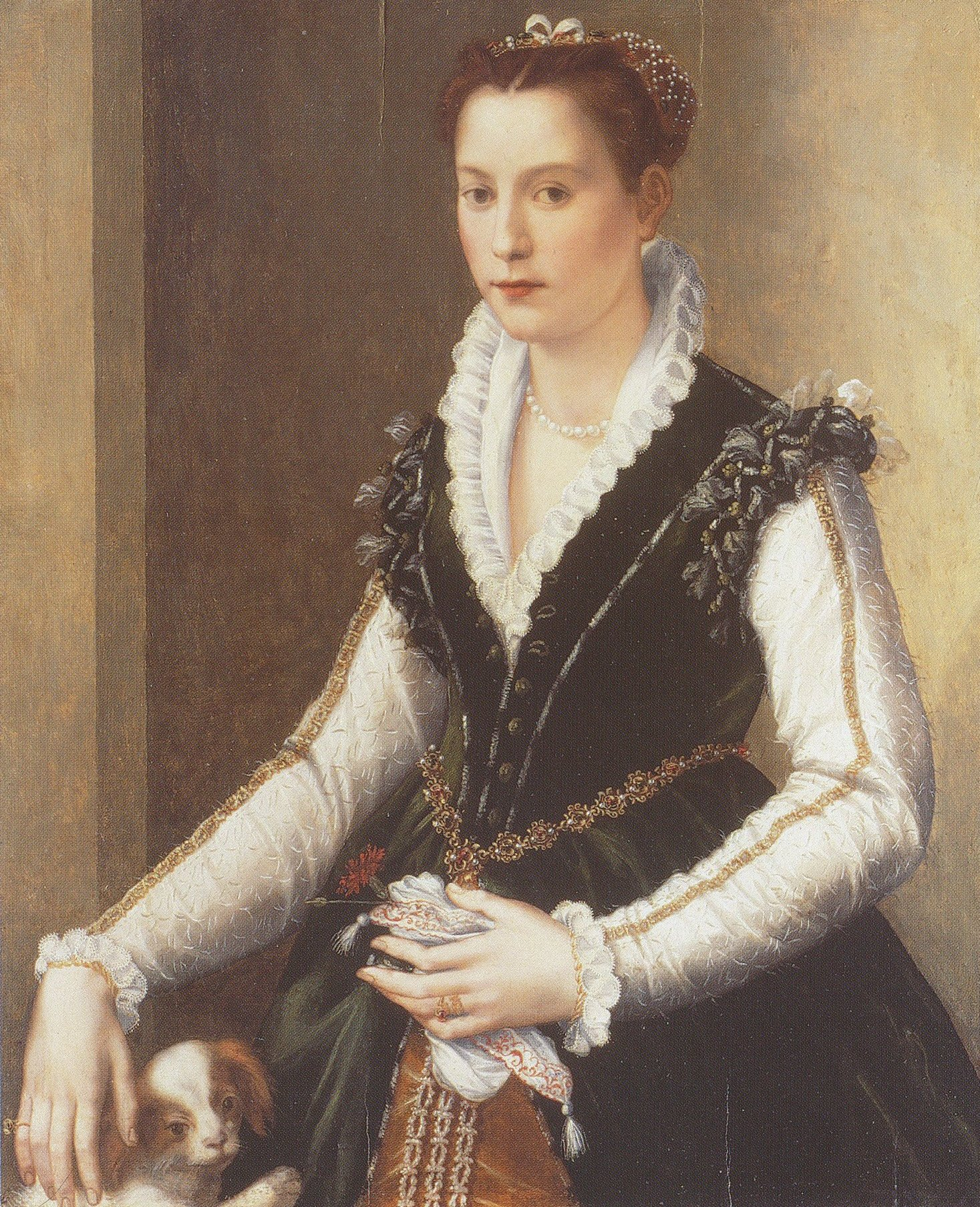
Retrato de Isabel de Médici por
Alessandro Allori, Galeria Uffizi, Florença.

Quando Cosme morreu, já convertido no Primeiro Grão-Duque da Toscana, Isabel perdeu a proteção dos pais e também o apoio do novo grão-duque, seu irmão Francisco I de Médici.
O marido decidiu então vingar-se da desonra a que foi submetido e levou a cabo o assassinato de Isabel longe dos olhos indiscretos na vila que tinham em Cerreto Guidi. Poucos dias antes, o assassinato de Leonor Álvarez de Toledo pelo marido Pedro de Médici, irmão de Isabel, também havia sido consumado.
A crônica popular descreve a vingança como asfixia direta nas mãos de Paolo, outras fontes dizem que ela se afogou na água enquanto lavava o cabelo. Paolo, argumentou em sua defesa, deu-lhe tempo suficiente para se desculpar por seus pecados.
A aprovação e até mesmo a cumplicidade de Francisco I com os assassinatos de sua irmã e cunhada deram origem a muitas fofocas apoiadas pelos oponentes da família Médici. 
Troilo, que durante uma luta foi encontrado envolvido no assassinato de um agente do serviço secreto do Grão-Duque, foi acusado de planejar o assassinato de Francisco I e fugiu para Paris, onde ele foi encontrado por um assassino contratado Francisco e morto em 1577. O assassino recebeu 300 escudos pelo trabalho.
Paolo Giordano Orsini nunca se casou novamente e permaneceu distante dos conflitos dos Médicis, seu ato contra a sua esposa foi vista na época como um fato justo e forma honesta para limpar a sua honra, sendo inspirou muitos escritores e poetas de épocas posteriores.

## Descendência
Paolo Giordano e Isabel tiveram três filhos:
- Leonor (? - 1634), casada com Alexandre Sforza, Duque de Segni;
- Isabel (1571 - 1572);
- Virginio Orsini (1572 - 1615).

## Genealogia
| Isabel de Médici | Pai: Cosme I de Médici | Avô paterno: João de Médici                   | Bisavô paterno: Giovani de Médici          |
| Isabel de Médici | Pai: Cosme I de Médici | Avô paterno: João de Médici                   | Bisavó paterna: Catarina Sforza            |
| Isabel de Médici | Pai: Cosme I de Médici | Avó paterna: Maria Salviati                   | Bisavô paterno: Jacobo Salviati            |
| Isabel de Médici | Pai: Cosme I de Médici | Avó paterna: Maria Salviati                   | Bisavó paterna: Lucrécia de Médici         |
| Isabel de Médici | Mãe: Leonor de Toledo  | Avô materno: Pedro Álvarez de Toledo e Zúñiga | Bisavô materno: Fadrique Álvarez de Toledo |
| Isabel de Médici | Mãe: Leonor de Toledo  | Avô materno: Pedro Álvarez de Toledo e Zúñiga | Bisavó materna: Isabel de Zúñiga           |
| Isabel de Médici | Mãe: Leonor de Toledo  | Avó materna: Maria Osorio Pimentel            | Bisavô materno: Luís Pimentel              |
| Isabel de Médici | Mãe: Leonor de Toledo  | Avó materna: Maria Osorio Pimentel            | Bisavó materna: Joana Osorio               |